# Sančo od Provanse
Don Sančo (aragonski Sancho, katalonski Sanç, šp. Sancho) (1161. – 1223.) bio je infant Aragonije te grof Cerdanye, Provanse i Rossellóa u srednjem vijeku.
Njegova je majka bila Petronilla, kraljica vladarica Aragonije. Sančov djed po majci je bio kralj Ramiro Redovnik.
Sančov otac je bio grof Rajmond Berenguer IV.
Sančova starija braća su bili grof Rajmond Berenguer III. od Provanse i kralj Alfons II. Čedni. Grof Rajmond je Sanču predao Cerdanyu 1168., a kralj Alfons je imenovao Sanča grofom Provanse nakon smrti grofa Rajmonda.
Ipak, kako bi udovoljio tuluškoj dinastiji, Alfons je 1185. maknuo Sanča s mjesta grofa Provanse.
1209. Sančov je nećak, kralj Petar II. Katolički, učinio Sanča guvernerom Provanse i lordom Languedoca. Sančo je također bio regent mladom kralju Jakovu I., koji je bio Petrov sin.

## Osobni život
Don Sančo je prije 1184. oženio Ermesindu od Rocabertíja. Njezini roditelji su bili plemić Gotfrid od Rocabertíja i plemkinja Ermesinda od Vilademulsa.
1185. Sančo je oženio plemkinju Sanču Núñez de Laru, kćer Nuña Péreza de Lare.
Sin Sanča i Sanče bio je Nuño Sánchez.